# Partick
Partick (Scots: Pairtick, Gälisch: Pàrtaig) ist ein Stadtviertel von Glasgow nördlich des Clyde mit etwa 33.000 Einwohnern. Es ist transnational besonders durch die Fußballmannschaft von Partick Thistle bekannt. Bis in das 18. Jahrhundert hinein war Partick ein Dorf, das spätere Arbeiterviertel ist heute auch studentisch mitgeprägt.

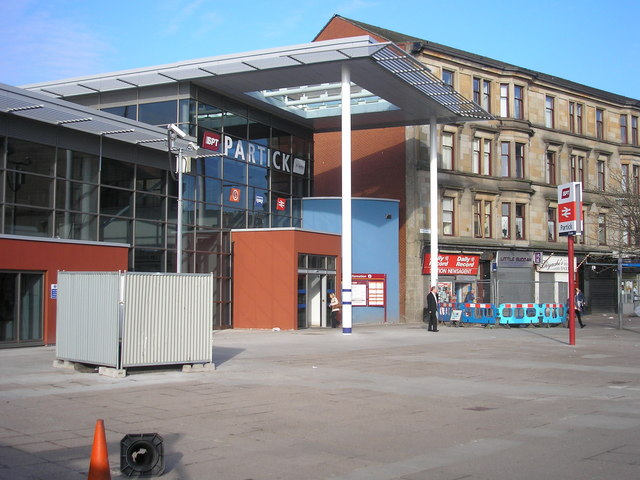
Empfangsgebäude des Bahnhofs von Partick

Es liegt am Bahnhof Partick.

## Persönlichkeiten des Ortes
- John William Campling (1873–1961), römisch-katholischer Ordensgeistlicher
- Jimmy Lawrence (1879–1934), Fußballspieler und -trainer
- Alex Graham (1917–1991), Comiczeichner
- Charles Gordon (* 1951), Politiker (Labour Party)